# Fiança bancária
Fiança bancária é um contrato por meio do qual o banco, que é o fiador, garante o cumprimento da obrigação de seus clientes (afiançado) e poderá ser concedido em diversas modalidades de operações e em operações ligadas ao comércio internacional.
A fiança é uma obrigação escrita, acessória, assumida pelo banco, e que, por se tratar de uma garantia e não de uma operação de crédito, está isenta do IOF.
Baixa-se uma fiança:
- a) quando do término do prazo de validade da Carta de Fiança, desde que esteja assegurado ao cumprimento das obrigações assumidas pelas partes contratantes;
- b) mediante a devolução da Carta de Fiança;
- c) mediante a entrega ao banco da declaração do credor, liberando a garantia prestada.

## Normas quanto aos Bancos
Normas reguladoras de aceite e da prestação de fiança e aval:
I - Os Bancos somente poderão prestar fiança que tenha perfeita caracterização do valor
em moeda nacional e vencimento.
II - Salvo prévia autorização outorgada em cada caso pelo Banco Central:
a) o saldo das fianças contratadas e em vigor não poderá superar, em qualquer
momento, cinco (5) vezes o montante do capital realizado e reservas livres do banco concedente; e

b) nenhuma fiança, isoladamente, poderá superar, em valor, a metade da soma do
capital realizado e reservas livres do Banco.
III - Será considerada como norma indicativa de boa técnica bancária a exigência, por
parte do banco outorgante, de contragarantias compatíveis com os montantes e vencimentos das
garantias concedidas.
IV - É vedado aos bancos:
a) a assunção de responsabilidades por aval ou outorga de aceite;

b) a concessão de fiança ou qualquer outra garantia que possa, direta ou indiretamente,
ensejar aos favorecidos a obtenção de empréstimos em geral, ou o levantamento de recursos junto ao
público;

e

c) a concessão de aval ou fiança em moeda estrangeira ou que envolva risco de variação
de taxas de câmbio, exceto quando se tratar de operações ligadas ao comércio exterior.
V - A prestação de fiança pelas Caixas Econômicas Federais e Estaduais depende de
prévia e expressa autorização deste Banco Central, em cada caso, observado o disposto no item
precedente.
VI - As Sociedades de Crédito, Financiamento e Investimentos não poderão prestar
fiança e aval; quanto a aceite, continuam subordinadas às normas regulamentares específicas.
VII - O disposto na presente Circular não se aplica aos bancos privados de investimento
ou de desenvolvimento, os quais continuam regulados, no particular, pela Resolução nº 18, de 18.2.66.
VIII - As demais Instituições Financeiras, inclusive Cooperativas de Crédito e Seção de
Crédito das Cooperativas Mistas, não poderão outorgar aceite, fiança ou aval.